# Lepidostoma flexulum
Lepidostoma flexulum is een schietmot uit de familie Lepidostomatidae. De soort komt voor in het Oriëntaals gebied.